# Robert A. M. Stern
Robert Arthur Morton Stern (* 23. Mai 1939 in New York City), meist kurz Robert A. M. Stern oder Robert Stern genannt, ist ein US-amerikanischer Architekt. Sein Architekturbüro Robert A. M. Stern Architects wird als RAMSA abgekürzt.
Sterns Architekturbüro ist bekannt für seine postmodernen und traditionalistischen Bauten. Seit 1998 ist Stern Dekan der Architekturfakultät an der weltbekannten Yale University.
Stern wurde 2011 für seine Verdienste um die Architektur klassischer Tradition in der Gegenwart mit dem renommierten Driehaus-Architektur-Preis geehrt.

## Werke (Auswahl)

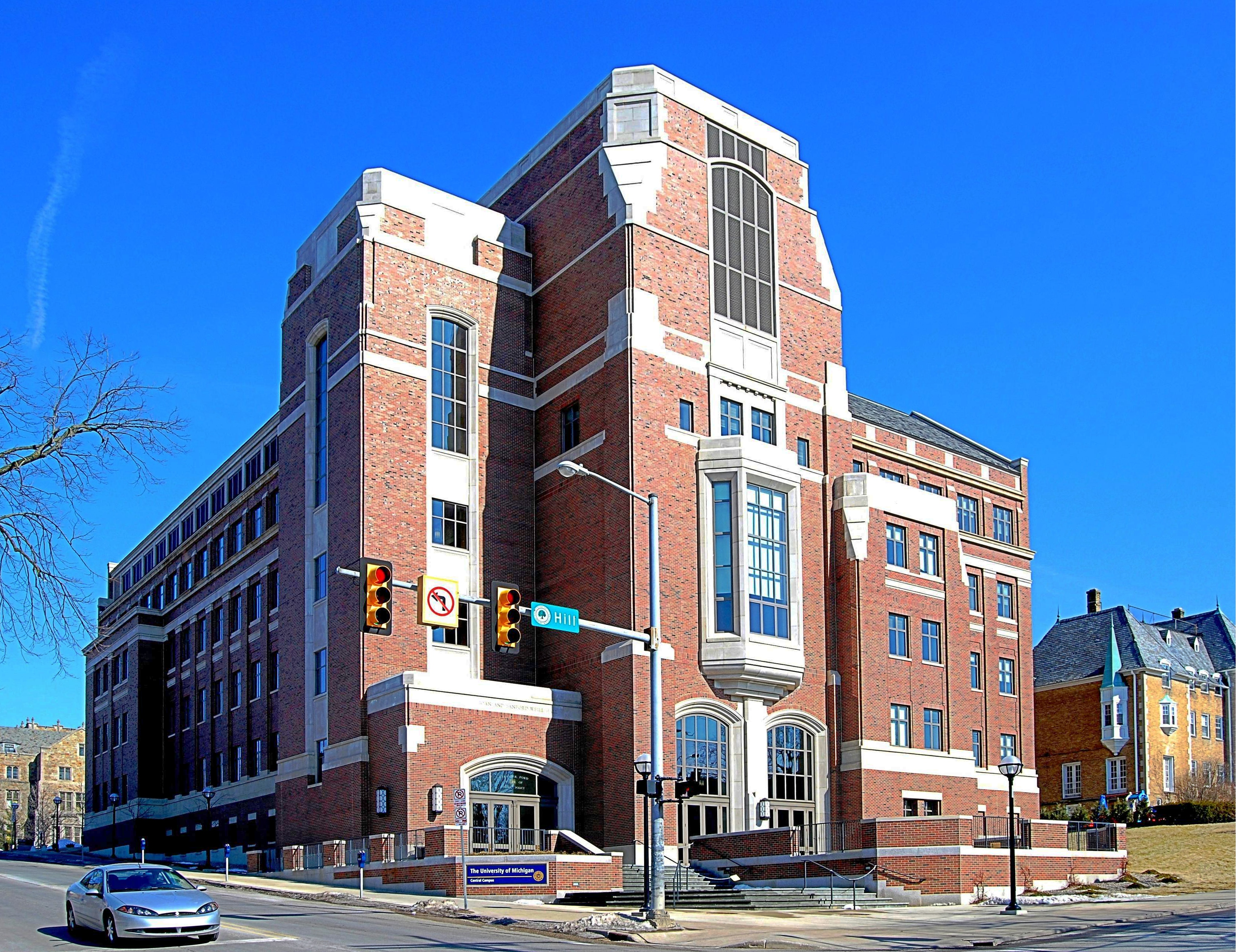
Weill Hall, University of Michigan

Eine Auswahl der vollendeten Projekte von Robert A. M. Stern und seinem Architekturbüro „RAMSA“:
- 220 Central Park South, Wolkenkratzer – Manhattan, New York City[4]
- 30 Park Place, Wolkenkratzer – Manhattan, New York City
- 520 Park Avenue, Wolkenkratzer – Manhattan, New York City[5]
- Lakewood Public Library in Lakewood (Ohio)
- Nashville Public Library in Nashville, Tennessee
- Jacksonville Public Library in Jacksonville (Florida)
- Main Library in Columbus (Georgia)
- Point West Place in Framingham, Massachusetts
- Federal Reserve Bank in Atlanta, Georgia
- Federal Courthouses in Youngstown (Ohio), Beckley (West Virginia) und Richmond (Virginia)
- Gerald R. Ford School of Public Policy (Weill Hall) der University of Michigan
- Mason School of Business am College of William & Mary
- 15 Central Park West, New York City
- North Quadrangle Residential and Academic Complex an der University of Michigan
- George W. Bush Presidential Library an der Southern Methodist University in Dallas, Texas
- Wohnresidenzen an der Yale University, New Haven, 2008[6]
- Tour Carpe Diem in La Défense, Paris

## Auszeichnungen
- 2006: Edmund N. Bacon Prize vom Philadelphia Center for Architecture
- 2007: Wahl zum Mitglied (NA) der National Academy of Design[7]
- 2007: Aufnahme in die American Academy of Arts and Sciences
- 2008: Vincent Scully Prize vom National Building Museum in Washington, D.C. – für seine Errungenschaften im nachhaltigen Städtebau[8]
- 2011: Driehaus-Architektur-Preis von der Notre Dame School of Architecture
- 2011: Wahl zum Mitglied der American Academy of Arts and Letters[9]